# Битва в Дюнекилене
Битва в Дюнекилене — морское сражение, которое произошло 8 июля 1716 во время Великой Северной войны, когда лёгкие датско-норвежские силы под командованием Торденшельда заперли в Дюнекиле-фьорде (к северу от Стрёмстада, на западном побережье Швеции) и нанесли поражение равному по силе шведскому отряду. 80 процентов моряков и 90 процентов солдат в отряде Тореншельда были норвежцами. Шведский отряд кораблей занимался перевозкой войск из Гётеборга во Фредрикстад.
Датско-норвежская флотилия нанесла поражение шведам, расположившим свои боевые корабли и другие суда в оборонительном порядке, а также разрушила на острове небольшой форт, вооружённый шестью 12-фунтовыми орудиями. После того как самый крупный из шведских кораблей Stenbock спустил флаг, лёгкие суда выбросились на берег и были покинуты экипажами. Подошедшие вскоре шведские войска заставили Торденшельда ретироваться вместе с несколькими шведскими призами, остальные суда были сожжены. Датско-норвежская флотилия потеряла в сражении 76 человек убитыми и ранеными.

## Участвовавшие корабли

### Дания-Норвегия (Торденшельд)
Hjælper 47 (прам)

Hvide Ørn 30 (фрегат)

Vindhund 16 (фрегат)

Charlotte Amalia 7 (галера)

Louisa 7 (галера)

Prinds Christian 7 (галера)

### Швеция
Stenbock 24 (прам) — Сдался

Proserpina 14 (галера) — Захвачена

Ulysses 6 (галера) — Захвачена

Lucretia 13 (галера) — Захвачена

Hecla 13 (галера) — Захвачена и сожжена

Achilles 5 (полугалера) — Захвачена

Pollux 5 (полугалера) — Захвачена

Hector 5 (полугалера) — Захвачена и сожжена

Castor 5 (полугалера) — Захвачена

? (полугалера) — Захвачена и сожжена

? (полугалера) — Захвачена и сожжена

? (шлюп) — Захвачен

? (шлюп) — Захвачен

? (шлюп) — Захвачен и сожжён

? (шлюп) — Захвачен и сожжён

транспорты — 19 захвачено, 10 сожжено

вооружённые лодки — 2 захвачены